# Tahoe Meadows
Les Tahoe Meadows sont un district historique de la ville américaine de South Lake Tahoe, dans le comté d'El Dorado, en Californie. Ils sont inscrits au Registre national des lieux historiques depuis le 29 mars 1990.